# A Swingin' Summer
A Swingin' Summer (conocida en español bajo su título original en España y como Vacaciones a go-gó en Hispanoamérica) es una película de comedia de 1965 en el género de fiesta en la playa. Fue dirigida y coescrita por Robert Sparr. Raquel Welch protagoniza su primer papel destacado en una película y hace su debut como cantante en la película.

## Argumento
Un trío de universitarios, todos amigos entre sí, intentan asegurarse trabajos de verano convirtiéndose en promotores de conciertos en un pabellón de baile junto a un lago que está en peligro de cerrar.
Un salvavidas local, Turk, celoso de Rick y Mickey, intenta arruinar su plan y al mismo tiempo intenta robar a la chica de Rick, Cindy, quien en secreto ha arreglado que su padre rico financie el pabellón. Rick se vuelve loco cuando se entera de lo del padre de Cindy, y Turk intenta sabotear el salón de baile con algunos matones contratados, quienes, después de fallar, intimidan a Turk para que saquee el lugar. Mientras tanto, la ratona de biblioteca Jeri se quita las gafas, se suelta el pelo y causa nuevos problemas.
A pesar de todo el drama, los chicos logran asegurar una impresionante lista de talentos de marca para el pabellón.

## Reparto

### Reparto principal
- Raquel Welch como Jeri.
- James Stacy como Mickey.
- William Wellman Jr. como Rick.
- Quinn O'Hara como Cindy.
- Martin West como Turk.
- Mary Mitchell como Shirley.
- Diane Bond como Chica en bikini de lunares.

### Reparto de apoyo
La película presenta apariciones especiales de The Rip Chords, Gary Lewis & the Playboys, Donnie Brooks y The Righteous Brothers. Otros incluyen a Gypsy Boots, Allan Jones, Lili Kardell como Sandra, Robert Blair como Tony, Buck Holland como Lou y Lori Williams como una de las Swingin' Summer Girls.

## Banda sonora
La banda sonora incluía canciones interpretadas por Raquel Welch, The Rip Chords, Jody Miller, Gary Lewis & the Playboys, The Righteous Brothers, Donnie Brooks y Carol Connors. El álbum de la banda sonora se publicó en Hanna Barbera Records.